# I Downloaded a Ghost
I Downloaded a Ghost (Descargué un fantasma en América Latina y Un fantasma en la red en España) es una película canadiense de comedia fantástica de 2004 protagonizada por Carlos Alazraqui como Winston el Fantasma y Elliot Page como Stella Blackstone.

## Trama
Stella Blackstone (Elliot Page) y su mejor amigo Albert (Michael Kanev) son dos niños de doce años con ambiciosas intenciones de crear una casa encantada de Halloween extremadamente espeluznante. Mientras buscan pistas e información en Internet, abren un enlace web, el cual consigue abrir una puerta por la que un molesto fantasma llamado Winston (Carlos Alazraqui) abandona su mundo y entra en el de ellos, por lo que deben ayudar a este fantasma a resolver sus problemas o, si no, tendrán que soportarlo para siempre.

## Producción
La película se rodó durante el mes de octubre de 2001 en varias localizaciones de Canadá.

## Elenco
- Carlos Alazraqui como Winston el Fantasma
- Elliot Page (acreditado como Ellen Page) como Stella Blackstone
- Michael Kanev como Albert
- Barbara Alyn Woods como Catherine Blackstone
- Tim Progosh como Walter Blackstone
- Gary Hudson como Fred Tomlinson
- Vince Corazza como Jared
- Allison Knight como Jennifer #1
- Landon Peters como Stone Savage
- Meghan Diane como la tía Sally
- Tyler Baptist como estudiante de secundaria